# SAP Center at San Jose
SAP Center at San Jose (eller bare HP Pavilion og tidligere kendt som San Jose Arena) er en sportsarena i San Jose i Californien, USA, der er hjemmebane for NHL-holdet San Jose Sharks. Arenaen har plads til ca. 18.500 tilskuere, og blev indviet i 1993.
SAP Center at San Jose er desuden ofte spillested for koncerter, og Depeche Mode, Paul McCartney, U2, Bryan Adams og Metallica er blandt de navne der har optrådt i arenaen.